# Marcel Wintels
Marcel Wintels (Drunen, 11 augustus 1963) is een Nederlands ondernemer, bestuurder en politicus. Sinds 1 september 2019 is Wintels voorzitter van de raad van toezicht van de NTR.

## Loopbaan
Na te zijn afgestudeerd aan de HEAO begon hij zijn loopbaan als belastingadviseur bij KPMG. In de avonduren volgde hij de opleiding fiscaal recht. In 1991 startte hij Fiscount, een bedrijf dat kleinere belastingadvieskantoren voorzag van specialistisch advies. In 1997 werd het bedrijf verkocht aan Reed Elsevier. Hierna werd hij interim directeur bij de Hogeschool van Amsterdam. In 2000 stapte hij over naar de Hogeschool van Arnhem en Nijmegen. In 2002 werd hij bestuursvoorzitter van deze school. In juni 2008 werd Wintels benoemd tot voorzitter van het College van Bestuur van Fontys Hogescholen.
In februari 2012 werd Wintels door minister van Onderwijs, Cultuur en Wetenschap Marja van Bijsterveldt gevraagd om als interim-bestuursvoorzitter orde op zaken te brengen bij Amarantis, een onderwijsinstelling die op de rand van faillissement verkeerde. In april 2012 maakte hij bekend beschikbaar te zijn als kandidaat voor de lijsttrekkersverkiezing van het CDA voor de Tweede Kamerverkiezingen van 2012. Hij eindigde op de derde plaats met 9,5% van de stemmen, achter Sybrand Buma (51,4%) en Mona Keijzer (26,4 %). Sedert april 2013 was Wintels voorzitter van de Raad van Toezicht van Zorgpartners Friesland in Leeuwarden. In juni 2020 ontstond er een rel, toen bleek dat hij zijn vergoeding voor zijn toezichtfunctie had verdubbeld, waarna hij op 2 juli 2020 is afgetreden.
Van 2015 tot 2023 was Wintels directeur van De Baak in Noordwijk.

## Wielrenunie
In 2006 volgde Wintels Joop Atsma op als voorzitter van de Koninklijke Nederlandsche Wielren Unie. In november 2020 legde Wintels na veertien jaar zijn functie neer, vanwege de ruime overschrijding van de maximumperiode die daarvoor statutair bepaald is. Ook NOC*NSF vind een periode van 12 jaar het maximum. In januari 2021 werd hij opgevolgd door Marc van den Tweel, algemeen directeur van de Vereniging Natuurmonumenten, die na soap-achtige taferelen als enige kandidaat overbleef. In oktober van datzelfde jaar nam Wouter Bos de voorzittershamer alweer over.